# Laroin
Laroin település Franciaországban, Pyrénées-Atlantiques megyében. Lakosainak száma 1035 fő (2022. január 1.). Laroin Artiguelouve, Jurançon, Lescar, Lons, Saint-Faust, Aubertin és Billère községekkel határos.

## Népesség
A település népességének változása:
| Lakosok száma | 1022 | 1053 | 1094 | 1076 | 1084 | 1105 | 1088 | 1061 | 1035 |
|               | 2013 | 2015 | 2016 | 2017 | 2018 | 2019 | 2020 | 2021 | 2022 |